# Handicap azjatycki
Handicap azjatycki – jeden z wielu rodzajów zakładów bukmacherskich. Używany przeważnie w zakładach na piłkę nożną. Można go opisać jako przyznanie dodatkowej ilości punktów jednej z drużyn (zwykle słabszej) jeszcze przed rozpoczęciem meczu. System powstał w Indonezji i zyskał popularność na początku XXI wieku. 
Termin „handicap azjatycki” został wymyślony przez dziennikarza Joe Saumareza Smitha w listopadzie 1998.

## Opis
Handicap azjatycki działa tak, że w praktyce jednej z drużyn lub jednemu z zawodników dodajemy lub odejmujemy punkty, a następnie stawiamy na zakład ze zmodyfikowanym przez nas rezultatem.
Mecz: Polska - Irlandia
Handicap: Polska -1.5
Wyjaśnienie: Reprezentacji Polski przed meczem odejmujemy półtorej bramki. To znaczy, że jeżeli Polacy wygrają dwiema lub większą liczbą bramek nasz kupon okaże się trafiony. Jeżeli Polska wygra jedną bramką, w ostatecznym rozrachunku Irlandia będzie lepsza o doliczoną połówkę gola, a nasz kupon zostanie uznany za przegrany.

## Tabelka handicapu azjatyckiego
W przypadku, gdy do handicapu zostanie użyta liczba całkowita, wynik końcowy może skończyć się remisem. W tym przypadku następuje zwrot pieniędzy. W innych przypadkach zakład jest albo wygrany, albo przegrany.
| Handicap | Wynik drużyny                      | Zakład        | Handicap | Wyniki drużyny                       | Zakład        |
| -------- | ---------------------------------- | ------------- | -------- | ------------------------------------ | ------------- |
| 0        | Wygrana                            | Wygrana       | 0        | Wygrana                              | Wygrana       |
| 0        | Draw                               | Zwrot         | 0        | Draw                                 | Zwrot         |
| 0        | Przegrana                          | Przegrana     | 0        | Przegrana                            | Przegrana     |
| - 0.25   | Wygrana                            | Wygrana       | + 0.25   | Wygrana                              | Wygrana       |
| - 0.25   | Draw                               | 50% przegrana | + 0.25   | Draw                                 | 50% wygrana   |
| - 0.25   | Przegrana                          | Przegrana     | + 0.25   | Przegrana                            | Przegrana     |
| - 0.50   | Wygrana                            | Wygrana       | + 0.50   | Wygrana                              | Wygrana       |
| - 0.50   | Remis                              | Przegrana     | + 0.50   | Remis                                | Wygrana       |
| - 0.50   | Przegrana                          | Przegrana     | + 0.50   | Przegrana                            | Przegrana     |
| - 0.75   | Wygrana dwiema bramkami lub więcej | Wygrana       | + 0.75   | Wygrana                              | Wygrana       |
| - 0.75   | Wygrana jedną bramką               | 50% wygrana   | + 0.75   | Remis                                | Wygrana       |
| - 0.75   | Remis                              | Przegrana     | + 0.75   | Przegrana jedną bramką               | 50% przegrana |
| - 0.75   | Przegrana                          | Przegrana     | + 0.75   | Przegrana dwiema bramkami lub więcej | Przegrana     |
| - 1.00   | Wygrana dwiema bramkami lub więcej | Wygrana       | + 1.00   | Wygrana                              | Wygrana       |
| - 1.00   | Wygrana jedną bramką               | Zwrot         | + 1.00   | Remis                                | Wygrana       |
| - 1.00   | Remis                              | Przegrana     | + 1.00   | Przegrana jedną bramką               | Zwrot         |
| - 1.00   | Przegrana                          | Przegrana     | + 1.00   | Przegrana dwiema bramkami lub więcej | Przegrana     |
| - 1.25   | Wygrana dwiema bramkami lub więcej | Wygrana       | + 1.25   | Wygrana                              | Wygrana       |
| - 1.25   | Wygrana jedną bramką               | 50% przegrana | + 1.25   | Remis                                | Wygrana       |
| - 1.25   | Remis                              | Przegrana     | + 1.25   | Przegrana jedną bramką               | 50% wygrana   |
| - 1.25   | Przegrana                          | Przegrana     | + 1.25   | Przegrana dwiema bramkami lub więcej | Przegrana     |
| - 1.50   | Wygrana dwiema bramkami lub więcej | Wygrana       | + 1.50   | Wygrana                              | Wygrana       |
| - 1.50   | Wygrana jedną bramką               | Przegrana     | + 1.50   | Remis                                | Wygrana       |
| - 1.50   | Remis                              | Przegrana     | + 1.50   | Przegrana jedną bramką               | Wygrana       |
| - 1.50   | Przegrana                          | Przegrana     | + 1.50   | Przegrana dwiema bramkami lub więcej | Przegrana     |
| - 1.75   | Wygrana trzema bramkami lub więcej | Wygrana       | + 1.75   | Wygrana                              | Wygrana       |
| - 1.75   | Wygrana dwiema bramkami            | 50% wygrana   | + 1.75   | Remis                                | Wygrana       |
| - 1.75   | Wygrana jedną bramką               | Przegrana     | + 1.75   | Przegrana jedną bramką               | Wygrana       |
| - 1.75   | Remis                              | Przegrana     | + 1.75   | Przegrana dwiema bramkami            | 50% przegrana |
| - 1.75   | Przegrana                          | Przegrana     | + 1.75   | Przegrana trzema bramkami lub więcej | Przegrana     |
| - 2.00   | Wygrana trzema bramkami lub więcej | Wygrana       | + 2.00   | Wygrana                              | Wygrana       |
| - 2.00   | Wygrana dwiema bramkami            | Zwrot         | + 2.00   | Remis                                | Wygrana       |
| - 2.00   | Wygrana jedną bramką               | Przegrana     | + 2.00   | Przegrana jedną bramką               | Wygrana       |
| - 2.00   | Remis                              | Przegrana     | + 2.00   | Przegrana dwiema bramkami            | Zwrot         |
| - 2.00   | Przegrana                          | Przegrana     | + 2.00   | Przegrana trzema bramkami lub więcej | Przegrana     |